# Емилија Платер
Емилија Платер (литв. Emilija Pliaterytė; Вилнус, 13. новембар 1806 — Јустианово, 23. децембар 1831) била је пољско-литванска племкиња и револуционарка из подељене Пољско-литванске уније. Одрастала је у патриотској пољској традицији, Емилија се борила у устанку у новембру 1830. године и била је капетан пољско-литванских побуњеничких снага. Пред крај устанка се разболела и умрла. Њена прича постала је широко популарна и инспирисала је велики број уметничких и књижевних дела. Она је национална хероина је у Пољској, Литванији и Белорусији и у свим бившим деловима Пољско-литванске уније. Цењена је од стране пољских уметника и нације као симбол жене која се борила за националну ствар.
Била је вођа устанка и њена прича је постала широко публикована и инспирисала низ уметничких и књижевних дела. Девојка ратница, она је национална хероина у Пољској, Литванији и Белорусији. Пољски уметници и читава нација су је поштовали као симбол жена које се боре за националну интересе. О њој се говорило као о литванској или пољској Јованки Орлеанки.

## Биографија

### Младост
Емилија је рођена у Виљнусу у племићкој пољско-литванској породици Платер. Њена породица, Платерског грба, вуче корене из Вестфалије, али је темељно полонизована. Велики део породице се преселио у Ливонију током 15. века, а касније у Велико војводство Литваније, чији је главни град Вилњус. Она је описана као Пољакиња, Пољско-Литванка или Литванка.
Њени родитељи, Франчишек Ксавери Платер и Ана фон дер Мохл (Anna z Mohlów), развели су се 1815. када је она имала девет година. Као самохрано дете, одгајали су је далеки рођаци, Плјатер-Зиберг Михаил Казимирович и Изабела Хелена Сиберг зу Вишлинг, у породичном имању Ликсна код Даугавпилса (Дзвина), тада Инфланти (данас Летонија). Била је то аристократска породица која је поседовала неколико властелинстава дуж реке Даугаве са око 15.000 кметова. Платер-Зиберк је био вицегувернер Виленског гувернера под гувернером Франчишеком Ксавери Друцки-Лубецки. Платерови тутори су били Вилхелм фон Далвиг, капетан и војни инжењер који је радио на тврђави Даугавпилс. Добро образована, Емилија је васпитана да цени напоре Тадеуша Кошћушка и кнеза Јозефа Поњатовског. Фасцинирали су је Јохан Волфганг фон Гете и Фридрих Шилер, које је могла да чита на оригиналном немачком језику. Одгајана је у окружењу које је ценило историју Пољске, а међу њеним књижевним јунацима били су принцеза Ванда и Гражина Адама Микјевича. Такође се дивила Бубулини, жени која је постала једна од икона грчког устанка против Османлија, пољској боркињи Ани Дороти Хшановској, као и Јованки Орлеанки. Ова потрага је била праћена раним интересовањем за јахање и стрељаштво, што је било прилично неуобичајено за девојке из аристократских породица с почетка 19. века. Такође је била дубоко заинтересована за рутенску и белоруску народну културу и имала је контакте и пријатеље у Удружењу Филарета.
Године 1823, један од њених рођака је насилно регрутован у Царску руску војску као казну за прославу Устава од 3. маја; за овај инцидент се каже да је један од кључних догађаја у њеном животу, који је подстакао њен пропољски и антируски став. Године 1829, Емилија је започела велику турнеју по историјској Заједници Пољске и Литваније, посећујући Варшаву и Краков, и бојно поље код Рашина. Њена мајка је умрла годину дана касније; њен отац се поново оженио и одбио чак ни да упозна своју ћерку. После избијања Новембарског устанка против Царске Русије, постала је гласна присталица антицаристичких осећаја у земљама бивше Велике кнежевине Литваније. Десетак жена придружило се устанку, укључујући Антонину Томашевску, али је Емилија постала најпознатија од свих њих.

### Устанак
Један документ из 25. марта садржи њену изјаву, где пише да је њено прикључивање устанку била њена идеја и да се целог живот надала да ће доћи до таквог момента. Исекла је своју косу, припремила униформу за себе и организовала добро опремљену групу добровољаца, страствено говорећи испред велике масе 29. марта. 4. априла потписала је деклеративни документ којим се означава њен приступ локалном устанку. Њена јединица се састојала од отприлике 280 пешадинаца, 60 коњаника и неколико стотина наоружаних сељака.
Са подручја Даугавпилса ушла је у Литванију, када је у априлу 1831. године како се шпекулише да је њена јединица освојила град Зарасаи (Џезиороси), иако историчари нису сигурни да се овај догађај заиста догодило. Планирала је да освоји Даугавпилс, али након извиђачке мисије утврдила је да је град бранио јак гарнизон који је био непрбојан за напад од стране мале силе као што је њена јединица, па је тај план био одбачен. Она се потом вратила у Самогитиа и упутила се ка Павежису, где се 30. априла удружила са јединицом под командом Карола Залуског. 4. маја се борила у бици код Праставониаја; неко време након тога, са Константином Парцезвскијем се борила у Мајшиагали. 5. маја је видела како Дезидери Члаповски улази у област са великом силом и и преузима контролу над свим јединицама које су се бориле на страни Великог Војводства.
Члаповски је препоручивао Емилији да се повуче и да се врати кући. Она је наводно одговорила да нема намеру да скине своју униформу док њена домовина не буде у потпуности ослобођена. Њена одлука била је прихваћена и она је постала управник 1. чете пољско-литванског 25. пешадијског пука. Била је унапређена у чин капетана, највиши чин који је женама био додељиван у то време. Провела је неко време у Каунасу, пре него што су побуњеници морали да се повуку са фронта крајем јуна.
Пошто су пољске јединице поражене од стране Руса у Шиаулиају, генерал Члаповски је одлучио да пређе границу са Пруском и да тамо постане интерниран. Емилија је критиковала његову одлуку и одбила да следи наредбе и уместо тога одлучила је да се пробије до Варшаве и да тамо настави борбу. Међутим, одмах након раздвајања од главне силе, уз пратњу само још два војника, укључујићи њеног рођака (или ујака, извори се разлику), Цезара Платер, озбиљно се разболела. Никада се није опоравила, умрла је у замку породице Абламовиц у Јустианову 23. децембра 1831. године. Сахрањена је у малом селу Капчиамиест код Јустианова. После пораза устанка, њена имовина је одузета од странке руских власти.
Стефан Кијењевич, у критичнијој обради у Пољском биографском речнику, примећује да су многи њени подвизи лоше документовани и да није увек могуће одвојити легенду од чињеница. Он напомиње да није сигурно да је она икада командовала неком јединицом и да је њена улога као командира чете 25. пука била више почасна него стварна. На Праставоњају се онесвестила од умора и пала са коња. Морала је да буде спасена у Каунасу, иако се извештаји разликују. Према једној верзији, њена одећа се закачила приликом јахања кроз капију и пала је са коња, али ју је спасао С. Мациевич. Друга верзија тврди да се она храбро борила и одбила да се повуче, али ју је спасао пуковник Киекјернички. У Шјауљају је намерно држана иза линија фронта, јер су њени саборци покушавали да осигурају да се не изложи опасности.